# 청주 손씨
청주 손씨(淸州孫氏)는 충청북도 청주시를 본관으로 하는 한국의 성씨이다. 시조는 손필영(孫弼榮)이라는 인물로 고려에서 관직을 지내다 공을 세워 개성군(開城君)과 청성군(淸城君)에 봉해졌다고 한다

## 참고 자료
- “청주손씨(淸州卞氏)”. 뿌리를 찾아서.[깨진 링크(과거 내용 찾기)]